# Diacira diaphana
Diacira diaphana är en insektsart som först beskrevs av Fabricius 1803.  Diacira diaphana ingår i släktet Diacira och familjen Dictyopharidae. Inga underarter finns listade i Catalogue of Life.